# Nikola Gulan
Nikola Gulan (in serbo Никола Гулан?; Belgrado, 23 marzo 1989) è un ex calciatore serbo, di ruolo difensore.

## Caratteristiche tecniche
Inizia la carriera come centrocampista centrale o di fascia sinistra, dalla stagione all'Empoli inizia a giocare come terzino sinistro.

## Carriera

### Club
Cresciuto nelle giovanili del Partizan, l'esordio in prima squadra avviene il 14 dicembre 2006, nel corso della partita di Coppa UEFA disputata a Glasgow contro i Rangers, quando subentra a Nenad Mirosavljević a pochi minuti dalla fine.
Nella stagione 2006-07 Gulan entra dunque nel giro della prima squadra, e dopo aver esordito in campionato da titolare il 1º aprile 2007 in casa del Borac Čačak, gioca successivamente altre 8 partite.
Durante questo stesso periodo viene scelto per partecipare alla Coppa Meridian con la selezione dell'Europa. Nel corso di questa manifestazione viene osservato da Pantaleo Corvino, direttore sportivo della Fiorentina, che comincia ad interessarsi al giocatore.
Il 2 agosto arriva l'annuncio dell'acquisto del giocatore da parte della squadra toscana, che paga il cartellino del giocatore 2,8 milioni di euro facendogli firmare un contratto quinquennale. A causa delle norme del calciomercato italiano sugli extracomunitari, però, la Fiorentina non può aggregare immediatamente alla propria rosa il giocatore, così Gulan viene lasciato in prestito al Partizan fino a gennaio 2008, quando la Sampdoria acquista la metà del suo cartellino dai viola pagandolo una cifra pari a 1,5 milioni di euro. A fine stagione poi, per la stessa cifra, il giocatore viene riscattato dalla Fiorentina.
Il 2 febbraio 2009 passa in prestito al Monaco 1860 fino a giugno.. Dopo l'esperienza in Germania, il 18 agosto 2009 la Fiorentina lo gira all'Empoli, ancora una volta con la formula del prestito fino a fine stagione. Nella squadra toscana riesce a trovare continuità, giocando 24 partite, senza mai riuscire però a fare gol.
Nella stagione 2010-11 Nikola torna alla Fiorentina e parte per il ritiro pre-campionato di Cortina d'Ampezzo sotto la guida del nuovo allenatore, il suo connazionale Siniša Mihajlović che lo impiega nel nuovo ruolo di terzino sinistro come vice-Pasqual. Debutta in Serie A il 26 settembre 2010 entrando nel corso di Fiorentina-Parma.
Il 17 ottobre 2010 Mihajlovic lo schiera titolare per la prima volta contro la Sampdoria, sua ex squadra.
Il 31 gennaio 2012 viene ufficializzato il suo trasferimento in prestito, fino al termine del suo contratto con la Fiorentina, al ChievoVerona.. Esordisce con la maglia del ChievoVerona nella partita vinta 1-0 dai clivensi contro il Cesena. Il 30 giugno essendo finito il periodo di prestito col Chievo e scaduto il contratto con la Fiorentina, rimane svincolato. Il 6 agosto 2012 firma per il Modena.
Nel gennaio 2022 firma un contratto con la squadra Maltese del Balzan fino al termine della stagione.

### Nazionale
Dopo aver disputato gli Europei Under-17 con la maglia della Nazionale serba nel 2006, la stagione successiva Gulan entra nel giro della Nazionale Under 19, partecipando anche agli Europei di categoria del 2007. In questo stesso periodo entra anche a far parte della selezione Under-21 del suo paese e nel 2008 viene incluso nella lista dei giocatori che partecipano al torneo calcistico delle Olimpiadi di Pechino.

## Statistiche

### Presenze e reti nei club
Statistiche aggiornate al 28 giugno 2020.
| Stagione              | Squadra               | Campionato            | Campionato | Campionato | Coppe nazionali | Coppe nazionali | Coppe nazionali | Coppe europee | Coppe europee | Coppe europee | Altre coppe | Altre coppe | Altre coppe | Totale | Totale |
| Stagione              | Squadra               | Comp                  | Pres       | Reti       | Comp            | Pres            | Reti            | Comp          | Pres          | Reti          | Comp        | Pres        | Reti        | Pres   | Reti   |
| --------------------- | --------------------- | --------------------- | ---------- | ---------- | --------------- | --------------- | --------------- | ------------- | ------------- | ------------- | ----------- | ----------- | ----------- | ------ | ------ |
| 2008-gen. 2009        | Fiorentina            | A                     | 0          | 0          | CI              | 0               | 0               | UCL           | 0             | 0             | -           | -           | -           | 0      | 0      |
| gen.-giu. 2009        | Monaco 1860           | ZL                    | 3          | 0          | CG              | -               | -               | -             | -             | -             | -           | -           | -           | 3      | 0      |
| 2009-2010             | Empoli                | B                     | 25         | 0          | CI              | 0               | 0               | -             | -             | -             | -           | -           | -           | 25     | 0      |
| 2010-2011             | Fiorentina            | A                     | 6          | 0          | CI              | 3               | 0               | -             | -             | -             | -           | -           | -           | 9      | 0      |
| 2011-gen. 2012        | Fiorentina            | A                     | 0          | 0          | CI              | 0               | 0               | -             | -             | -             | -           | -           | -           | 0      | 0      |
| Totale Fiorentina     | Totale Fiorentina     | Totale Fiorentina     | 6          | 0          |                 | 3               | 0               |               | 0             | 0             |             | -           | -           | 9      | 0      |
| gen.-giu. 2012        | Chievo                | A                     | 1          | 0          | CI              | 0               | 0               | -             | -             | -             |             | -           | -           | 1      | 0      |
| 2012-2013             | Modena                | B                     | 20         | 0          | CI              | 0               | 0               | -             | -             | -             | -           | -           | -           | 20     | 0      |
| 2013-2014             | Partizan              | SL                    | 10         | 0          | CS              | 2               | 0               | UCL+UEL       | 2+0           | 0             | -           | -           | -           | 14     | 0      |
| ago. 2014             | Partizan              | SL                    | 2          | 0          | CS              | 0               | 0               | UCL+UEL       | 0             | 0             | -           | -           | -           | 2      | 0      |
| Totale Partizan       | Totale Partizan       | Totale Partizan       | 12         | 0          |                 | 2               | 0               |               | 2             | 0             |             | -           | -           | 16     | 0      |
| ago. 2014-2015        | Maiorca               | SD                    | 30         | 0          | CR              | 1               | 0               | -             | -             | -             | -           | -           | -           | 31     | 0      |
| 2015-2016             | R.E. Mouscron         | PL                    | 15         | 0          | CB              | 2               | 0               | -             | -             | -             | -           | -           | -           | 17     | 0      |
| 2016-2017             | R.E. Mouscron         | PL                    | 21+4       | 0          | CB              | 0               | 0               | -             | -             | -             | -           | -           | -           | 25     | 0      |
| 2017-2018             | R.E. Mouscron         | PL                    | 9+1        | 0          | CB              | 1               | 0               | -             | -             | -             | -           | -           | -           | 11     | 0      |
| 2018-2019             | R.E. Mouscron         | PL                    | 21+5       | 0          | CB              | 0               | 0               | -             | -             | -             | -           | -           | -           | 26     | 0      |
| Totale R. E. Mouscron | Totale R. E. Mouscron | Totale R. E. Mouscron | 76         | 0          |                 | 3               | 0               |               | -             | -             |             | -           | -           | 79     | 0      |
| 2019-2020             | Hapoel Haifa          | Lh                    | 25         | 0          | CI+CdL          | 3+0             | 0               | -             | -             | -             | -           | -           | -           | 28     | 0      |
| Totale carriera       | Totale carriera       | Totale carriera       | 208        | 0          |                 | 12              | 0               |               | 2             | 0             |             | -           | -           | 216    | 0      |

### Cronologia presenze e reti in nazionale
| Cronologia completa delle presenze e delle reti in nazionale ― Serbia olimpica | Cronologia completa delle presenze e delle reti in nazionale ― Serbia olimpica | Cronologia completa delle presenze e delle reti in nazionale ― Serbia olimpica | Cronologia completa delle presenze e delle reti in nazionale ― Serbia olimpica | Cronologia completa delle presenze e delle reti in nazionale ― Serbia olimpica | Cronologia completa delle presenze e delle reti in nazionale ― Serbia olimpica | Cronologia completa delle presenze e delle reti in nazionale ― Serbia olimpica | Cronologia completa delle presenze e delle reti in nazionale ― Serbia olimpica |
| Data                                                                           | Città                                                                          | In casa                                                                        | Risultato                                                                      | Ospiti                                                                         | Competizione                                                                   | Reti                                                                           | Note                                                                           |
| ------------------------------------------------------------------------------ | ------------------------------------------------------------------------------ | ------------------------------------------------------------------------------ | ------------------------------------------------------------------------------ | ------------------------------------------------------------------------------ | ------------------------------------------------------------------------------ | ------------------------------------------------------------------------------ | ------------------------------------------------------------------------------ |
| 7-8-2008                                                                       | Shanghai                                                                       | Australia olimpica                                                             | 1 – 1                                                                          | Serbia olimpica                                                                | Olimpiadi 2008 - 1º turno                                                      | -                                                                              | 73’                                                                            |
| 10-8-2008                                                                      | Shanghai                                                                       | Serbia olimpica                                                                | 2 – 4                                                                          | Costa d'Avorio olimpica                                                        | Olimpiadi 2008 - 1º turno                                                      | -                                                                              | 82’                                                                            |
| 13-8-2008                                                                      | Pechino                                                                        | Argentina olimpica                                                             | 2 – 0                                                                          | Serbia olimpica                                                                | Olimpiadi 2008 - 1º turno                                                      | -                                                                              | 68’ 77’                                                                        |
| Totale                                                                         |                                                                                | Presenze                                                                       | 3                                                                              |                                                                                | Reti                                                                           | 0                                                                              |                                                                                |